# Caumont-sur-Garonne
Caumont-sur-Garonne ist eine Gemeinde im Südwesten Frankreichs mit 815 Einwohnern (Stand: 1. Januar 2022) und liegt im Département Lot-et-Garonne in der Region Nouvelle-Aquitaine (bis 2016: Aquitanien).
Die Bewohner werden Caumontois genannt.

## Geographie
Die Gemeinde liegt an der Garonne zwischen Tonneins und Marmande. Sie wird von den Orten Varennes, Mirannes, Maurignac, Verduts, Picanne, Saint-Martin und Cap du Bosc aufgebaut.
Umgeben wird Caumont-sur-Garonne von den folgenden Nachbargemeinden:
| Fourques-sur-Garonne | Taillebourg                                 |                  |
|                      | Kompassrose, die auf Nachbargemeinden zeigt | Sénestis         |
| Sainte-Marthe        |                                             | Le Mas-d’Agenais |

## Toponymie
Der Gemeindename stammt vom lateinischen Ausdruck mons calvus, was so viel heißt wie kahler Berg.
Auf Okzitanisch lautet der Name Caumont de Garòna.

## Geschichte
Das Dorf war Lehnsgut der Familie De Caumont.
Während der Zeit des Nationalkonvents (1792–1795) trug die Gemeinde die revolutionären Namen Alout-sur-Garonne und Mont-Calvat.

## Demographie
Die Bevölkerungsentwicklung in Caumont-sur-Garonne wird seit 1793 dokumentiert. Mit Ausnahme von 2006 wurden jährlich Statistiken durch die Insee veröffentlicht.
2015 zählte die Gemeinde 677 Einwohner, was ein Zuwachs von 8 % gegenüber 2010 bedeutet.
| Jahr      | 1793  | 1800  | 1846  | 1876 | 1901 | 1946 | 1975 | 1999 | 2007 | 2018 |
| --------- | ----- | ----- | ----- | ---- | ---- | ---- | ---- | ---- | ---- | ---- |
| Einwohner | 2.316 | 1.051 | 1.012 | 835  | 667  | 522  | 408  | 545  | 596  | 750  |

## Sehenswürdigkeiten
- Die Kirche Saint-Germain im Zentrum des Städtchens, im 17. Jahrhundert wiederaufgebaut  nach dem Brand und der Zerstörung der romanischen Kirche aus dem 13. Jahrhundert durch hugenottische Truppen; 1884 wurde sie im neugotischen Baustil renoviert
- Die Kapelle Saint-Germain im Friedhof im Osten der Gemeinde
- Grenzstein der Lehnsherrschaft De Caumont im Park des Rathauses

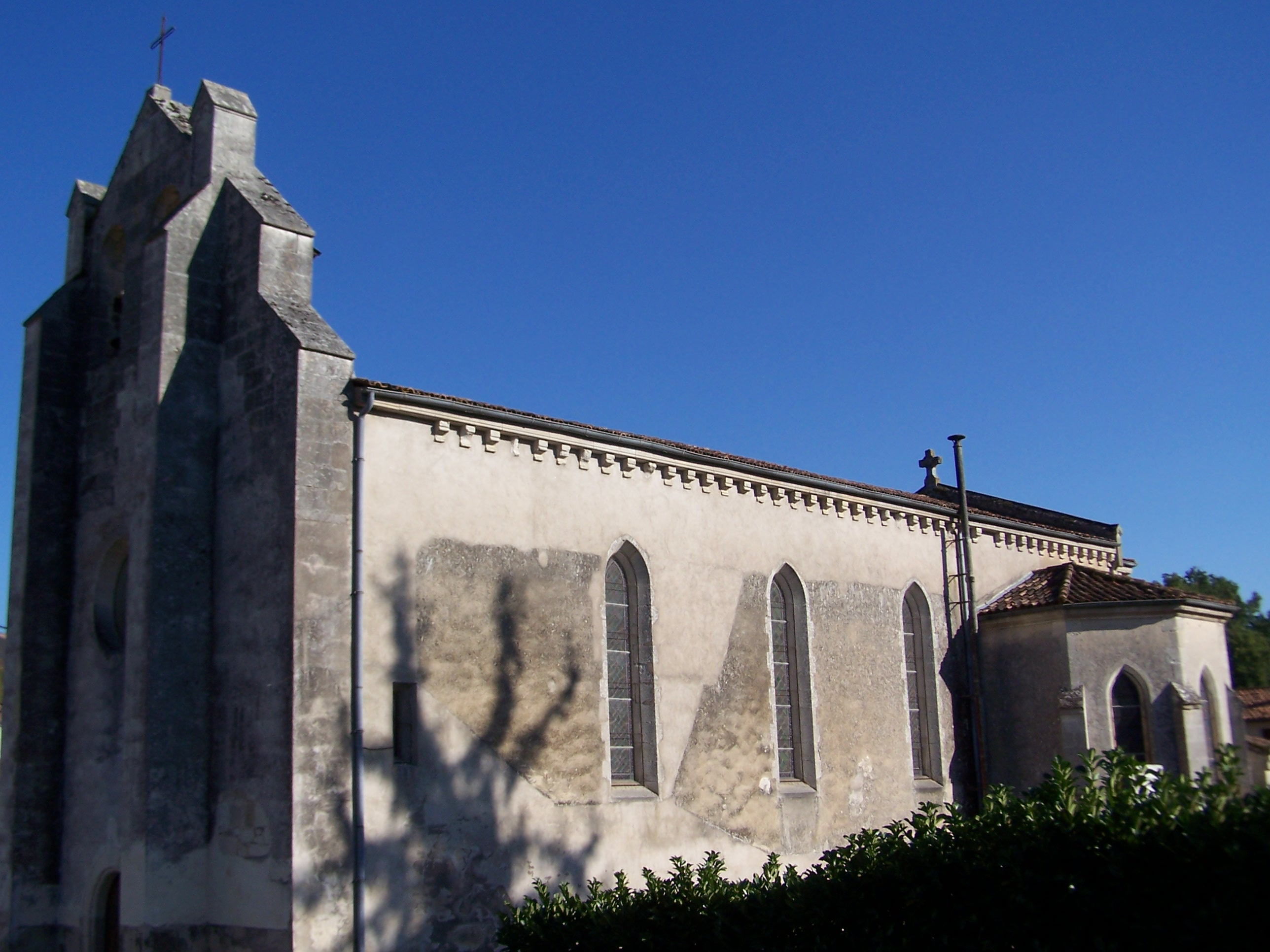
Die Kirche Saint-Germain (Oktober 2015)
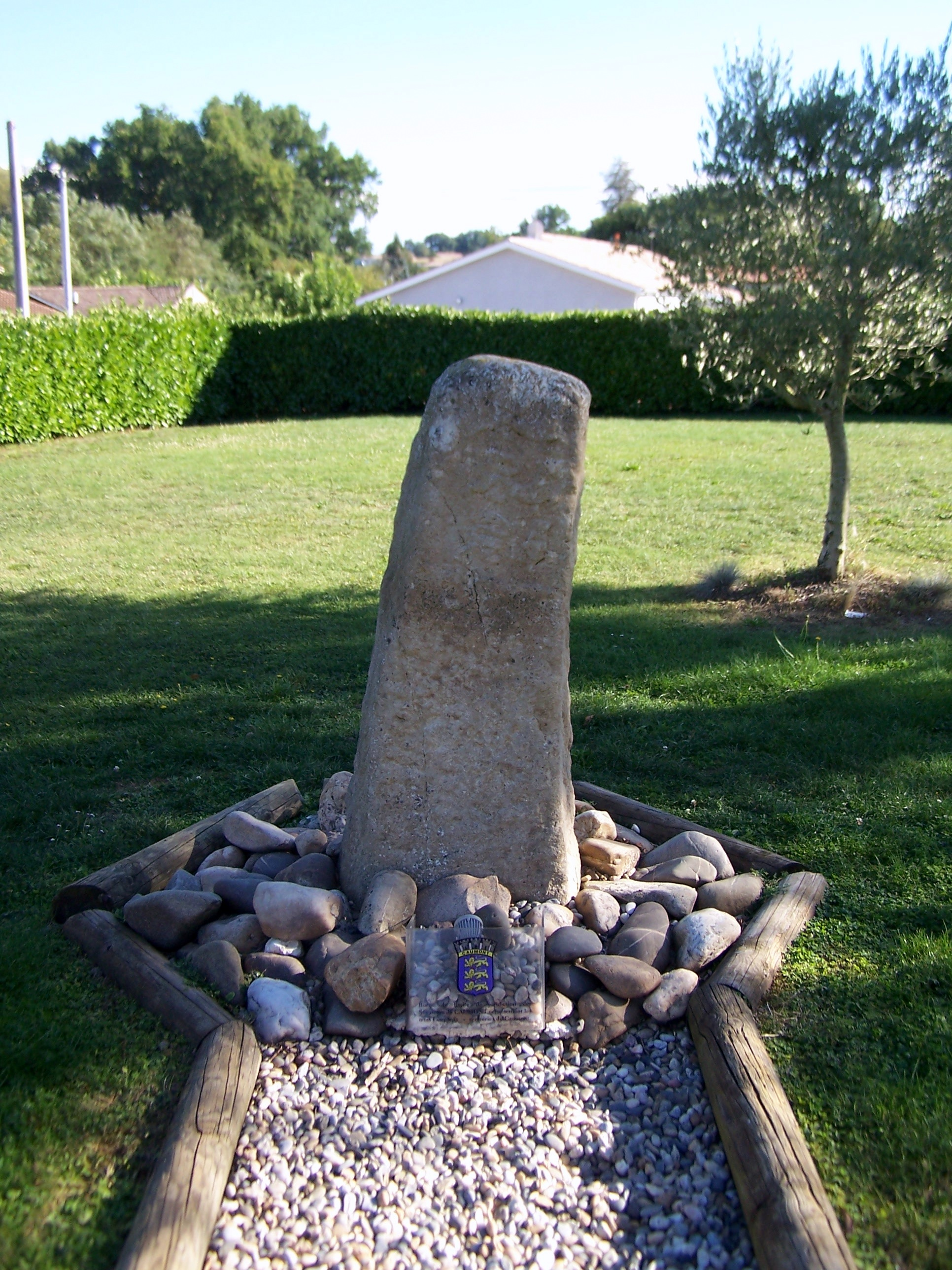
Der Grenzstein beim Rathaus (Oktober 2015)
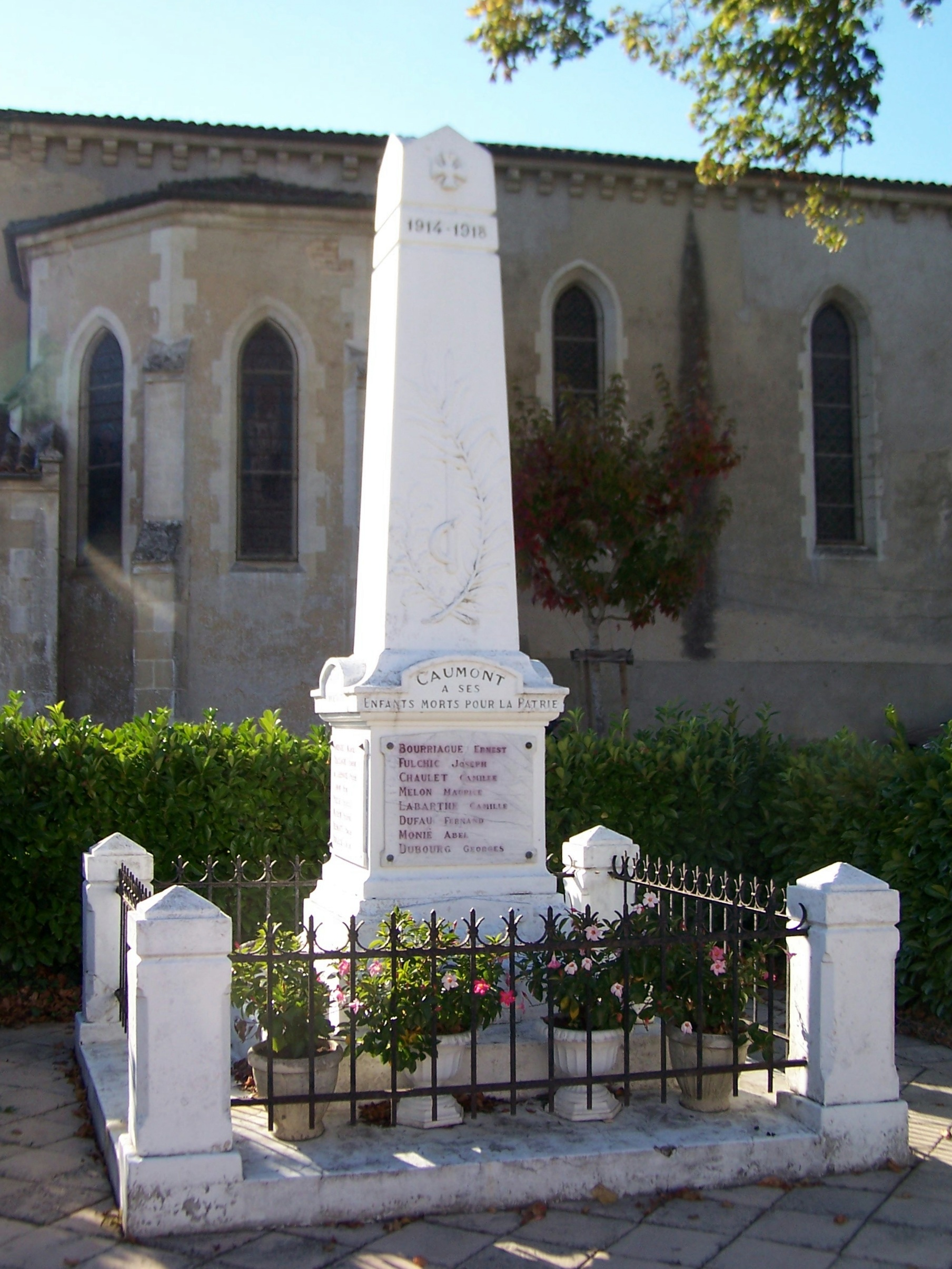
Das Monument für die Toten in der Nähe der Kirche (Oktober 2015)

## Wappen
Blasonierung:
Drei goldene Leoparden, gekrönt, bewaffnet und mit roter Zunge, einer über den anderen hinwegschreitend, auf blauem Grund

## Persönlichkeiten
- Familie De Caumont
- Geoffrey de Vivans (1543–1592), Militärhauptmann